# Николай (Браиловский)
Епископ Николай (в миру Николай Александрович Браиловский; 15 (27) марта 1851 — 12 февраля 1925) — священнослужитель Русской православной церкви, епископ Черкасский и Чигиринский, викарий Киевской епархии.

## Биография
Окончил Киевскую духовную академию со званием кандидата богословия, на священном служении — с 1876 года. 
Был настоятелем Феодосиевской церкви на Печерске, с 1909 года — ключарь Киево-Софийского собора. В течение четверти века (с 1878 по 1903 год) преподавал Закон Божий в 3-й Киевской гимназии. Входил в состав училищного совета Киевской епархии. Состоял казначеем Киевского Свято-Владимирского братства ревнителей православия.
В 1900–1914 годах был благочинным 2-го благочиннического округа г. Киева (старокиевских, печерских и новостроенских церквей), .
В сане протоиерея — с 1894 года. Был награждён рядом орденов Российской империи (Св. Анны 3-й, 2-й, 1-й степени, Св. Владимира 4-й и 3-й степени и др.), а также церковными отличиями. 
9 октября 1921 года был хиротонисан во епископа Черкасского, викария Киевской епархии.
По некоторым сведениям, с 15 декабря 1923 года на черкасской кафедре упоминается уже Филарет (Линчевский).
Епископ Николай скончался 12 февраля 1925 года, похоронен на монастырском кладбище в Киево-Печерской лавре.